# Huawei ID
HUAWEI ID (o también conocido como ID de HUAWEI) es un método de autenticación utilizado por Huawei para los Smartphones y Tabletas Huawei y otros dispositivos Huawei. Los ID de Huawei contienen información y configuraciones personales del usuario. Cuando se utiliza un ID de HUAWEI para iniciar sesión en un dispositivo Huawei, el dispositivo utilizará automáticamente la configuración asociada con el ID de HUAWEI.
HUAWEI ID fue lanzado el 22 de abril del 2016 para los dispositivos con el sistema operativo Android y HarmonyOS

## Operación y Características
Se puede crear una cuenta de ID de HUAWEI de forma gratuita desde la página web Mi cuenta de Huawei. Un ID de HUAWEI está protegida por una contraseña establecida por el usuario. Huawei enviará un correo electrónico con un código de verificación a la dirección de correo electrónico que proporcionó el usuario o un mensaje de texto al número telefónico proporcionado por el usuario con el código de verificación, y el usuario debe ingresar el código de verificación incluido en el correo electrónico de verificación o el código de verificación incluido en el mensaje de texto para activar la cuenta. Es posible crear un ID de HUAWEI sin especificar una tarjeta de crédito.

### Modificaciones de los datos de la cuenta
Los usuarios pueden cambiar sus contraseñas o información personal en la página Mi cuenta de Huawei seleccionando el enlace "Administrar su cuenta". Los cambios que realiza un usuario en una cuenta de ID de HUAWEI, mientras usa un producto de Huawei; también son reconocidos por otras aplicaciones en las que el usuario usa la misma cuenta de ID de HUAWEI (por ejemplo, AppGallery, Huawei Mobile Cloud, Petal Maps Petal Mail etcétera). Huawei enviará un correo electrónico con un código de verificación a la dirección de correo electrónico proporcionada o un mensaje de texto al número telefónico proporcionado por el usuario con el código de verificación y el usuario debe ingresar el código de verificación incluido en el correo electrónico de verificación o el código de verificación incluido en el mensaje de texto para confirmar los cambios.

### Recuperación de la cuenta
El ID de HUAWEI y las contraseñas se pueden recuperar en ¿Olvido su contraseña? Huawei enviará un correo electrónico con un código de verificación a la dirección de correo electrónico que proporcionó el usuario o un mensaje de texto al número telefónico proporcionado por el usuario con el código de verificación, y el usuario debe ingresar el código de verificación incluido en el correo electrónico de verificación o el código de verificación incluido en el mensaje de texto para restablecer la contraseña.

### Tiendas digitales de Huawei
HUAWEI ID brinda a los usuarios acceso para comprar (o descargar gratis) y luego volver a descargar gratis muchos recursos basados en Huawei, que incluyen:
- Huawei Music, HUAWEI Video.
- Huawei Books: libros electrónicos, libros interactivos, libros de texto digitales, audiolibros (utilizables en Smartphones y Tabletas Huawei).
- AppGallery: aplicaciones de Huawei.

AppGallery (para aplicaciones de Huawei), Huawei Books, Huawei Music, HUAWEI Video y todas las Apps provenientes de AppGallery hacen uso de HUAWEI ID Para comprar medios digitales como películas en HUAWEI Video y música en Huawei Music y AppGallery, se requiere un ID de HUAWEI. Un usuario puede usar un ID de HUAWEI y una contraseña para iniciar sesión en AppGallery para comprar contenido o autorizar artículos que el usuario haya comprado. La identificación de HUAWEI es la prueba de propiedad del contenido que el usuario ha comprado y descargado previamente de las tiendas digitales de Huawei.
El ID de HUAWEI permite al usuario volver a descargar su contenido comprado para cualquiera de sus dispositivos Huawei.

### Huawei Mobile Cloud
Huawei Mobile Cloud permite a los usuarios almacenar datos como música y aplicaciones etcétera para los dispositivos Huawei (con EMUI 5.1 o posterior, o HarmonyOS 2.0 o posterior) en servidores informáticos remotos para descargarlos en varios dispositivos, actuando como un centro de sincronización de datos de música, videos, fotos, aplicaciones, documentos, enlaces favoritos de navegador, notas, contactos, etcétera.
Cada ID de HUAWEI viene con 5 GB de almacenamiento gratuito. Uno puede comprar más almacenamiento si lo desea.

## HUAWEI ID y Petal Mail
Si cuentas con una cuenta de Petal Mail, no es necesario que te crees un HUAWEI ID. Porque Petal Mail aparte de ser un servicio de correo electrónico proporcionado por Huawei, también es una cuenta de HUAWEI ID.